# Servantes de l'Immaculée Conception
Les servantes de l'Immaculée Conception (en latin : Congregatio Sororum Ancillarum ab Immaculata Conceptione Beatæ Mariæ Virginis) sont une congrégation religieuse féminine enseignante de droit pontifical. 

## Histoire
La congrégation est fondée le 3 mai 1850 à Gostyń par le bienheureux Edmond Bojanowski (1814-1871)afin de s'occuper des enfants et des paysans abandonnés et de leur fournir une éducation fondée sur les valeurs chrétiennes. La date indiquée comme fondation est la date d'ouverture de l'asile pour les enfants des paysans. C'est la première œuvre de ce type en Pologne. En 1858, l'archevêque de Poznań approuve l'œuvre, ce qui permet l'expansion de l'institut dans les régions de Galicie (1861) et de Silésie (1866).
La politique antipolonaise des gouvernements voisins fait qu'en 1866, les religieuses de Galicie deviennent indépendantes sous le nom de petites servantes de l'Immaculée Conception. La même chose se produit avec celles de Dębica qui forment en 1890 les servantes de l'Immaculée Conception de la Mère de Dieu puis avec les sœurs de Poręba qui deviennent les servantes de l'Immaculée Conception de Silésie en 1897. En raison de ses séparations et de l'obligation par le gouvernement prussien de fermer la plupart de leurs maisons, la maison mère et toutes les maisons du grand-duché de Posen, sous domination du Royaume de Prusse, vivent une période de crise qui met presque fin à la congrégation. En 1897, la maison générale est transférée à Pleszew.
Après l'indépendance de la Pologne (Deuxième République) en 1919, la reconnaissance pontificale du 8 juillet 1931 par le décret de louange et l'approbation définitive du Saint-Siège le 2 juillet 1940, la congrégation connaît une période de grande floraison, interrompue par l'occupation de la Pologne puis par l'arrivée au pouvoir du parti communiste qui nationalise les écoles et les hôpitaux. Après le concile Vatican II, les sœurs redécouvrent l'activité éducative de leurs origines.

## Activité et diffusion
Les religieuses se dédient à l'enseignement. 
Elles sont présentes en Biélorussie, Brésil, Italie, Kazakhstan, Pologne et Suède.
La maison générale est située à Luboń. 
En 2017, l'institut comptait 311 sœurs dans 50 maisons.